# George J. Dufek

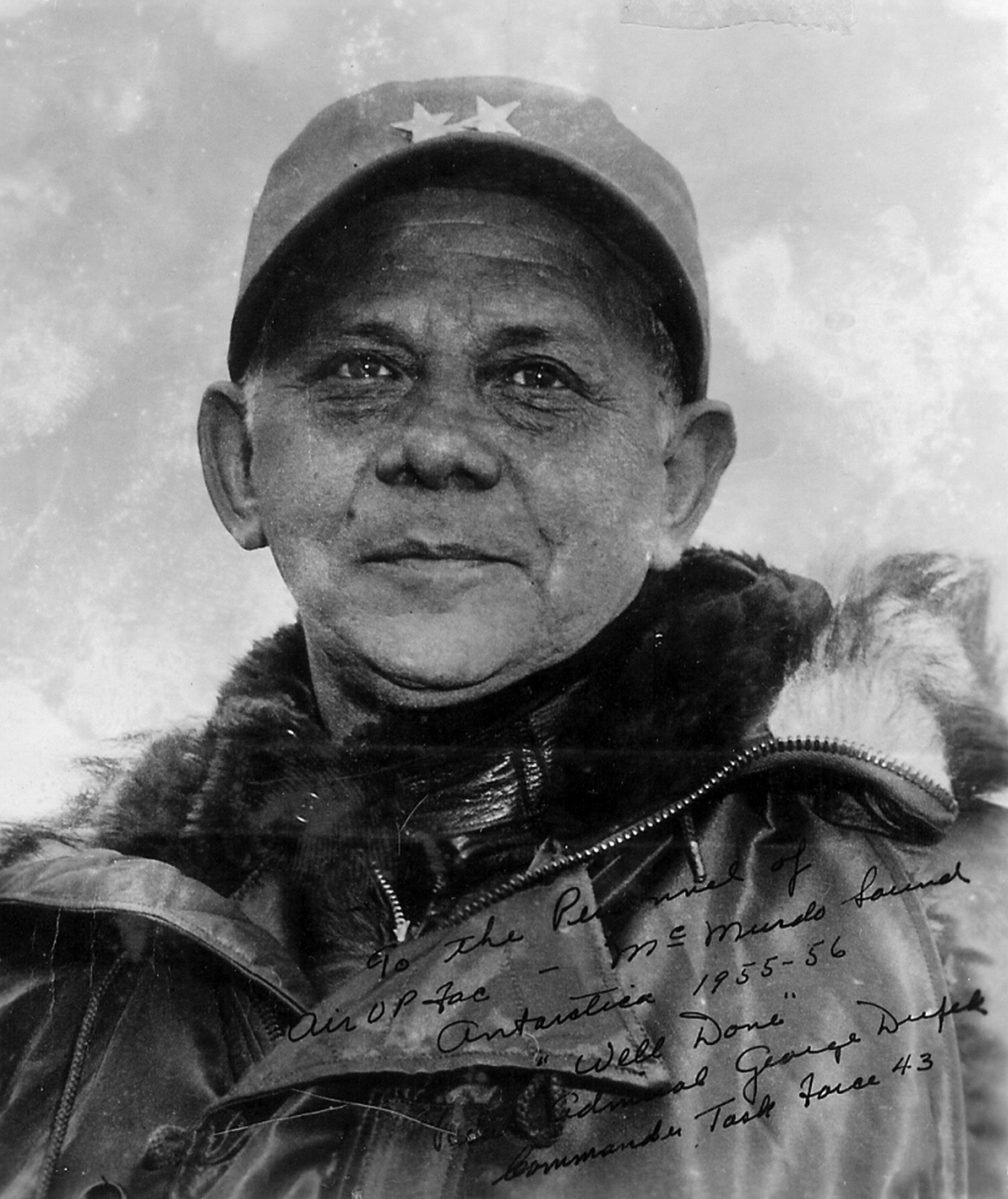
George J. Dufek

George John Dufek (* 10. Februar 1903 in Rockford, Illinois; † 10. Februar 1977 in Bethesda, Maryland) war ein US-amerikanischer Konteradmiral und Polarforscher.

## Leben
Dufek kam als Sohn von Frank Dufek und dessen Ehefrau Mary (geborene Wachuta) zur Welt. Er war Mitglied des Reserve Officer Training Corps an seiner Highschool, bevor er 1921 zur United States Naval Academy in Annapolis wechselte. Seine dortige Ausbildung schloss er 1925 im Rang eines Ensign ab. Nach einigen Dienstjahren auf Schiffen und U-Booten der United States Navy wurde er 1929 zum Lieutenant Junior Grade befördert. Ab 1933 gehörte er den Marinefliegern an, stieg am 24. August 1934 in den Rang eines Lieutenant und 1939 eines Lieutenant Commander auf. Nach dem Eintritt der Vereinigten Staaten in den Zweiten Weltkrieg war ihm eine Ausbildungsfliegerstaffel für den Afrikafeldzug unterstellt. In dieser Zeit wurde er 1942 zunächst zum Commander und 1943 zum Captain befördert. Ab 1944 war er Schiffsführer der Bogue, die am 23. April 1945 gegen U 546 in das letzte Seegefecht der deutschen U-Bootflotte im Zweiten Weltkrieg verwickelt war. Während des Koreakriegs hatte er das Kommando über den Flugzeugträger Antietam.
Dufeks Karriere als Polarforscher begann als Navigator der USS Bear bei der United States Antarctic Service Expedition (1939–1941) unter der Leitung von Richard Evelyn Byrd. Bei einem Flug am 27. Februar 1940 entdeckte Dufek dabei die Thurston-Insel. Zwischen 1946 und 1947 leitete er, gleichfalls unter Byrd, die Ostgruppe der Operation Highjump. Am 16. August 1954 wurde er als Kommandant der sogenannten Task Force 43, der Unterstützungseinheiten der Navy in Antarktika, eingesetzt. In dieser Funktion übernahm Dufek ab dem 1. Februar 1955 nach der Beförderung zum Konteradmiral die Leitung der taktischen Operationen der ersten Operation Deep Freeze. Am 31. Oktober 1956 war er der erste US-Amerikaner und nach Roald Amundsen und Robert Falcon Scott der dritte Expeditionsleiter, der den geographischen Südpol erreichte.  Am 15. August 1957 übernahm er als Byrds Nachfolger die Leitung des United States Antarctic Program, eine Funktion, die er bis zur Ablösung am 14. April 1959 durch Admiral David Merrill Tyree (1904–1984) innehatte.
Dufek war seit 1947 mit Muriel Thomson Bones (1912–2012) verheiratet. Aus der Ehe gingen zwei Söhne und eine Tochter hervor. Nach seinem aktiven Dienst lebte er in Newport News, Virginia, wo er von 1960 bis 1973 die Leitung des Mariners’ Museum übernahm. Er starb an seinem 74. Geburtstag an den Folgen einer Krebserkrankung. Sein Grab befindet sich auf dem United States Naval Academy Cemetery in Annapolis, Maryland. Im zu Ehren tragen in der Antarktis die Landspitze Dufek Head, die Dufek-Küste, das Dufek-Massiv und der Berg Dufekfjellet seinen Namen.